# Wilhelm T. Hering

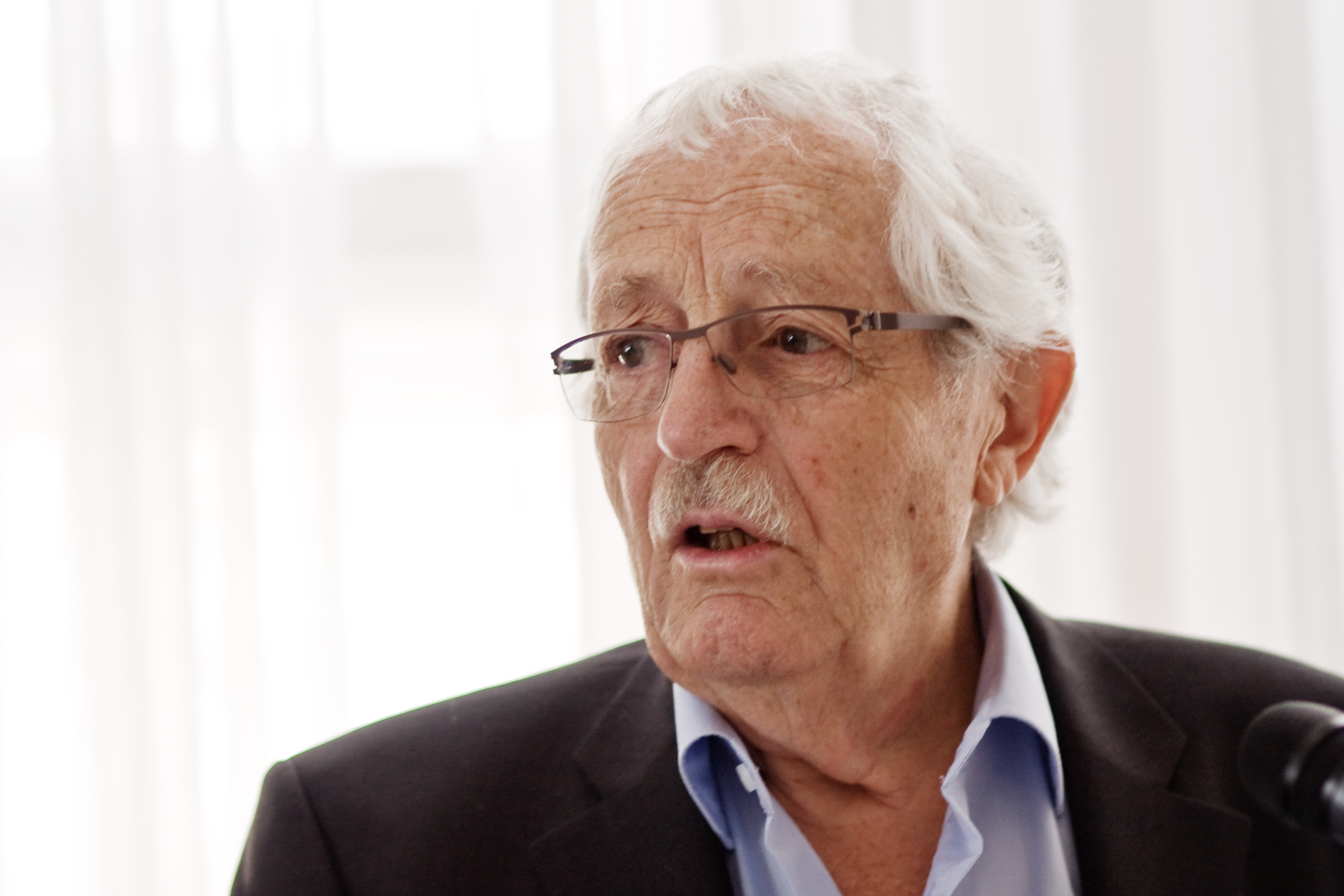
"Tim" Hering bei der Humanistischen Union. 2011

Wilhelm Tim Hering (* 12. Oktober 1928 in Wuppertal; † September 2021) war ein deutscher Kernphysiker.
Hering studierte Physik in Mainz und Heidelberg mit dem Diplom 1960 und der Promotion bei Wolfgang Gentner 1963. Danach war er bis 1971 wissenschaftlicher Mitarbeiter am Max-Planck-Institut für Kernphysik in Heidelberg und habilitierte sich 1971. Im selben Jahr wurde er wissenschaftlicher Rat und Professor an der Ludwig-Maximilians-Universität München, an der er 1978 außerordentlicher Professor wurde.
Er war Gastwissenschaftler an der State University of New York at Stony Brook, an der University of Washington, dem Kernforschungszentrum in Saclay, am Weizmann-Institut, dem Tata Institute of Fundamental Research und dem italienischen Nationallabor in Legnano.
Hering war Mitglied der Humanistischen Union.

## Schriften (Auswahl)
- Angewandte Kernphysik. Einführung und Übersicht, Teubner Studienbücher, Vieweg/Teubner 1999
- Herausgeber und Bearbeiter mit Thomas Dorfmüller, Klaus Stierstadt: Mechanik, Akustik, Wärmelehre, Bergmann-Schaefer Lehrbuch der Experimentalphysik, Band 1, 11. Auflage, De Gruyter 1998, 
  - darin verfasste er das Kapitel Relativität
- Wie Wissenschaft ihr Wissen schafft: Vom Wesen naturwissenschaftlichen Denkens, rororo, 2007